# Liste der Kulturdenkmale in Aldingen
In der Liste der Kulturdenkmale in Aldingen sind alle Bau- und Kunstdenkmale der Gemeinde Aldingen verzeichnet, die im „Verzeichnis der unbeweglichen Bau- und Kunstdenkmale und der zu prüfenden Objekte“ des Landesamts für Denkmalpflege Baden-Württemberg verzeichnet sind.
Diese Liste ist nicht rechtsverbindlich. Eine rechtsverbindliche Auskunft ist lediglich auf Anfrage bei der Unteren Denkmalschutzbehörde der Gemeinde Aldingen erhältlich.

## Allgemein
- Bild: Zeigt ein ausgewähltes Bild aus Commons, „Weitere Bilder“ verweist auf die Bilder im Medienarchiv Wikimedia Commons.
- Bezeichnung: Nennt den Namen, die Bezeichnung oder die Art des Kulturdenkmals.
- Lage: Straßenname und Hausnummer oder Flurstücknummer des Kulturdenkmals, gegebenenfalls auch den Ortsteil. Die Grundsortierung der Liste erfolgt nach dieser Adresse. Der Link (Karte) führt zu verschiedenen Kartendiensten mit der Position des Kulturdenkmals. Fehlt dieser Link, wurden die Koordinaten noch nicht eingetragen. Sind diese bekannt, können sie über ein Tool mit einer Kartenansicht einfach nachgetragen werden. In dieser Kartenansicht sind Kulturdenkmale ohne Koordinaten mit einem roten bzw. orangen Marker dargestellt und können durch Verschieben auf die richtige Position in der Karte mit Koordinaten versehen werden. Kulturdenkmale ohne Bild sind an einem blauen bzw. roten Marker erkennbar.
- Datierung: Baubeginn, Fertigstellung, Datum der Erstnennung oder grobe zeitliche Einordnung entsprechend des Eintrags in der zuständigen Denkmaldatenbank (Landesamt für Denkmalpflege Baden-Württemberg).
- Beschreibung: Kurzcharakteristik des Kulturdenkmals.

## Bau- und Kulturdenkmale in Aldingen

### Aixheim
| Bild           | Bezeichnung                               | Lage                                                                           | Datierung           | Beschreibung | ID |
| -------------- | ----------------------------------------- | ------------------------------------------------------------------------------ | ------------------- | --- | -- |
|                | Einhaus                                   | Aixheim, Aixheimer Hauptstraße 1 (Karte)                                       | 1750                | Prüffall, zweigeschossiges, verputztesGebäude in Ecklage mit massiv gemauertem Erdgeschoss und Fachwerk-Obergeschoss, teilweise verschindelt mit einem geringen Giebel-Vorstoß | BW |
|                | Einhaus                                   | Aixheim, Aixheimer Hauptstraße 3 (Karte)                                       | 18. Jahrhundert     | Prüffall, zweigeschossiges, verputztes Einhaus in traufständiger Lage, teilweise mit historischer Dachdeckung. | BW |
|                | Einhaus                                   | Aixheim, Aixheimer Hauptstraße 9 (Karte)                                       | 1704                | Stattliches, zweigeschossiges, verputztes Einhaus mit drei Dachgeschossebenen unter einem Satteldach. Über Hauseingang Maria mit Kind. Geschützt nach § 2 DSchG | BW |
|                | Altes Schul- und Gemeindehaus             | Aixheim, Aixheimer Hauptstraße 10 (Karte)                                      | 1882                | Zweigeschossiges, verputztes Gebäude in zentraler, ortsbildprägender Lage, massiv gemauertes Erdgeschoss und farblich abgesetztes, Fachwerk-Obergeschoss, außenliegender Freitreppe, Glockentürmchen und symmetrischer Fassadengliederung, 1986 zum Rathaus umgebaut Geschützt nach § 2 DSchG                |    |
|                | Einhaus                                   | Aixheim, Aixheimer Hauptstraße 11 (Karte)                                      | 1704                | Zweigeschossig, verputzt in giebelständiger Lage, drei Dachgeschossebenen, Satteldach und zwei geringen Giebel-Vorstößen Geschützt nach § 2 DSchG | BW |
|                | Wegekreuz                                 | Aixheim, Aixheimer Hauptstraße bei 11 (Karte)                                  | 1899                | Kreuz und Sockel aus Sandstein mit Metallkorpus, Inschrift im Sockel: „O Jesu deine Schmerzen, erfüll mit Liebe unsre Herzen Oh steh uns bei in jeder Not und einstens auch im Tod. Vater unser, Ave Maria, O mein Jesus Barmherzigkeit“ Geschützt nach § 2 DSchG                                            | BW |
|                | Wegekreuz                                 | Aixheim, Aixheimer Hauptstraße bei 13 (Karte)                                  | 1926                | Holzkreuz mit Korpus und Mariafigur am Fuß des Kreuzes Geschützt nach § 2 DSchG | BW |
|                | Einhaus                                   | Aixheim, Aixheimer Hauptstraße 17 (Karte)                                      | 18. Jahrhundert     | Zweigeschossiges, verputztes Einhaus in traufständiger Lage Geschützt nach § 2 DSchG | BW |
|                | Einhaus                                   | Aixheimer Hauptstraße 22 (Karte)                                               | 18. Jahrhundert     | Prüffall, zweigeschossiges, verputztes Einhaus in Ecklage, teilweise mit historischer Dachdeckung. |    |
|                | Wegekreuz                                 | Aixheim, Aldinger Straße bei 22 (Karte)                                        | 1883                | Kreuz und Sockel aus Keupersandstein, Inschrift: „Ich bin die Auferstehung und das Leben wer an mich glaubt wird ewig leben u. wenn er auch stirbt. gestiftet 1883“ | BW |
|                | Einhaus                                   | Aixheim, Brühlweg 4 (Karte)                                                    | 18./19. Jahrhundert | Prüffall, zweigeschossig, verputzt, in traufständiger Lage, teilweise verschindelt | BW |
|                | Einhaus                                   | Aixheim, Hagenbach 4 (Karte)                                                   | 19. Jahrhundert     | Erhaltenswertes Gebäude, zweigeschossiges, teils fachwerksichtiges (ursprünglich wohl verputzt) in traufständiger Lage | BW |
|                | Wohnhaus mit Scheune                      | Aixheim, Hagenbach 5 (Karte)                                                   | 19./20. Jahrhundert | Zweigeschossiges, verputztes Wohnhaus in traufständiger Lage mit Zwerchhaus-Anbau zur Straße, rückwärtig mit Scheunenteil | BW |
|                | Einhaus                                   | Aixheim, Hirschweg 3 (Karte)                                                   | 1833                | Prüffall, zweigeschossiges, verputztes Einhaus in traufständiger Lage. | BW |
|                | Gehöft (Einhaus und Scheune)              | Aixheim, Im Winkel 3,5 (Karte)                                                 | 18. Jahrhundert     | stattliches, zweigeschossiges, verputzten Einhaus samt teilweise verputzter Scheune mit massiv gemauerter Sockelzone und Giebelscheibe sowie traufseitigem Fachwerkaufbau, teilweise mit historischer Dachdeckung, umgeben von einer weitläufiger Hof- und Gartenanlage Geschützt nach § 2 DSchG             | BW |
| Weitere Bilder | Abgegangene Burganlage                    | Aixheim, Kirchstraße 1, 3, Sulzstraße 4, 6, Flur Burgbühl (Karte)              | 11. Jahrhundert     | Burghügel (sog. Burgbühl), ehemals Burg des Aixheimer Ortsadels, bereits im Mittelalter abgegangen und im 20. Jahrhundert teilweise mit Wohngebäuden überbaut Geschützt nach § 2 DSchG |    |
|                | Katholische Pfarrkirche St. Georg Aixheim | Aixheim, Kirchstraße 5 (Karte)                                                 | 1902-1904           | nach Vorgängerkirchen durch Architekt Pohlhammer aus Stuttgart im neugotischen Stil erbaut, Kirche samt historischer Ausstattung und Zubehör sowie der Umfassungsmauer von 1938 denkmalgeschützt Geschützt nach § 2 DSchG                                                                                    |    |
|                | Gefallenendenkmal und ehemaliger Kirchhof | Aixheim, Kirchstraße bei 5 (Karte)                                             | 1953                | Denkmal für die Gefallenen des Ersten und Zweiten Weltkriegs, Standbild des Hl. Georg mit Schwert auf einer Säule, unter ihm der besiegte Drache Geschützt nach § 2 DSchG |    |
|                | Obstgarten                                | Aixheim, Kirchstraße Südlich der Kirche (Flur Kirchhalde, Flstnr. 118) (Karte) | vor 1839            | erhaltenswerte historische Freifläche eines Obstgartens, der innerhalb des Ortsetters schon im Primärkatasterplan von 1839 als solcher zu erkennen ist | BW |
|                | Pfarr- und Zehntscheune                   | Aixheim, Kirchstraße 7 (Karte)                                                 | 18. Jahrhundert     | Massiv gemauertes, verputztes Gebäude in giebelständiger Lage, mit drei Dachgeschossebenen, Satteldach, später infolge des Ausbaus der Kirchstraße verkleinert Geschützt nach § 2 DSchG | BW |
|                | Pfarrhaus und Pfarrgarten                 | Aixheim, Kirchstraße 9 (Karte)                                                 | 1897                | zweigeschossig mit massiv gemauertem, backsteinsichtigem Erd- und verschindeltem Fachwerk-Obergeschoss, Pfarrscheune samt Frei- und Grünfläche denkmalgeschützt Geschützt nach § 2 DSchG |    |
|                | Fußweg                                    | Aixheim, Kirchstraße bei 9 (Karte)                                             |                     | erhaltenswerter historischer Fußweg am Ortsrand von Aixheim | BW |
|                | Ehemaliges Schwesternhaus                 | Aixheim, Kirchstraße 10 (Karte)                                                | 1906                | zweigeschossig, traufständig, mit massiv gemauertem, verputztem Erdgeschoss und verschindeltem Fachwerk-Obergeschoss, Krüppelwalmdach, in einer Wandnische eine Figur des Josef mit Kind, als Elementar- und Kleinkinderschule durch Amtsbaumeister Bader erbaut, 1966/67 renoviert Geschützt nach § 2 DSchG |    |
|                | Einhaus                                   | Aixheim, Kirchstraße 19 (Karte)                                                | 19. Jahrhundert     | Prüffall, zweigeschossiges, verputztes Einhaus in Ecklage | BW |
|                | Einhaus                                   | Ledergasse 1 (Karte)                                                           | 1834                | Prüffall, zweigeschossig, verputzt, in traufständiger Lage, teilweise verschindelt |    |
|                | Einhaus                                   | Aixheim, Ledergasse 5 (Karte)                                                  | 1834                | Prüffall, zweigeschossig, verputzt, in traufständiger Lage |    |
|                | Einhaus                                   | Aixheim, Ledergasse 7 (Karte)                                                  | 18. Jahrhundert     | zweigeschossig, verputzt, in giebelständiger Lage mit großer Hof- und Gartenanlage, drei Dachgeschossebenen, Satteldach mit historischer Dachdeckung, teilweise verschindelt Geschützt nach § 2 DSchG |    |
|                | Fußweg                                    | Aixheim, Ledergasse bei 10 (Karte)                                             | 1839                | von der Ledergasse in Richtung der Kirche verlaufender historischer Fußweg | BW |
|                | Einhaus                                   | Aixheim, Neufraer Straße 8 (Karte)                                             | 1704                | Prüffall, zweigeschossig, verputzt, in traufständiger Lage mit drei Dachgeschossebenen, Satteldach | BW |
|                | Öffentliche Viehwaage                     | Aixheim, Neufraer Straße 13 (Karte)                                            | 1833                | kleine, eingeschossige Viehwaage in freistehender Lage Geschützt nach § 2 DSchG |    |
|                | Einhaus                                   | Aixheim, Neufraer Straße 14 (Karte)                                            | 18. Jahrhundert     | zweigeschossig, verputzt, in traufständiger Lage, teilweise verschindelt Geschützt nach § 2 DSchG |    |
|                | Einhaus                                   | Aixheim, Neufraer Straße 15 (Karte)                                            | 19. Jahrhundert     | Prüffall, zweigeschossig, verputzt, in traufständiger Lage mit historischer Dachdeckung, teilweise verschindelt |    |
|                | Einhaus                                   | Aixheim, Neufraer Straße 23 (Karte)                                            | 19. Jahrhundert     | Prüffall, zweigeschossig, verputzt, in traufständiger Lage mit historischer Dachdeckung, teilweise verschindelt |    |
|                | Einhaus                                   | Aixheim, Neufraer Straße 27 (Karte)                                            | 18./19. Jahrhundert | zweigeschossig, verputzt, in traufständiger Lage mit straßenseitigem Zwerchhaus-Anbau |    |
|                | Wegekreuz                                 | Neufraer Straße bei 24 (Karte)                                                 | 19. Jahrhundert     | Metallkruzifix auf Sandstein-Sockel mit Inschrift: „Ich bin die Auferstehung und das Leben wer an mich glaubt wird leben wenn er auch stirbt. Joh. 11. Kap., 25 Vers“, ursprünglicher Standort: im Alten Friedhof Geschützt nach § 2 DSchG                                                                   |    |
|                | Wohnhaus mit Scheune                      | Aixheim, Oberdorfstraße 8 (Karte)                                              | 19./20. Jahrhundert | zweigeschossig, traufständig mit massiv gemauertem, verputztem Erdgeschoss und verschindeltem Fachwerk-Obergeschoss, rückwärtig angebaute, fachwerksichtige Scheune |    |
|                | Einhaus                                   | Aixheim, Oberdorfstraße 11 (Karte)                                             | 19. Jahrhundert     | zweigeschossiges, fachwerksichtiges Einhaus in traufständiger Lage Geschützt nach § 2 DSchG | BW |
|                | Einhaus                                   | Aixheim, Oberdorfstraße 13 (Karte)                                             | 19. Jahrhundert     | Ursprünglich gedrungenes, zweigeschossiges, verputztes Einhaus in traufständiger Lage, mittlerweile abgerissen und durch Neubau ersetzt | BW |
|                | Einhaus                                   | Oberdorfstraße 15 (Karte)                                                      | 1833                | zweigeschossiges, verputztes Einhaus in traufständiger Lage Geschützt nach § 2 DSchG | BW |
|                | Einhaus                                   | Oberdorfstraße 17 (Karte)                                                      | 19. Jahrhundert     | zweigeschossiges, verputztes Einhaus in traufständiger Lage, Wohnteil nachträglich aufgestockt | BW |
|                | Wegekreuz                                 | Aixheim, Oberdorfstraße bei 21 (Karte)                                         | 1896                | Metallkruzifix auf Steinsockel mit Johannes und Maria am Fuß des Kreuzes, Inschrift: „So sehr hat Gott die Welt geliebt, dass er seinen eingeborenen Sohn dahingab.“ Geschützt nach § 2 DSchG | BW |
|                | Einhaus                                   | Aixheim, Schulweg 12 (Karte)                                                   | 19. Jahrhundert     | zweigeschossiges, verputztes Einhaus in traufständiger Lage | BW |
|                | Einhaus                                   | Aixheim, Schulweg 14 (Karte)                                                   | 19. Jahrhundert     | zweigeschossiges, verputztes Einhaus in Ecklage mit historischer Dachdeckung | BW |
|                | Merowingerzeitliches Gräberfeld           | Aixheim, Flur Sulzäcker,(Flstnr. 1414, 1417-1426, 1457, 1458) (Karte)          | 6. - 7. Jahrhundert | mit Beigaben ausgestattete Gräber eines Reihengräberfriedhofes aus dem 6. bis 7. Jahrhundert Geschützt nach § 2 DSchG | BW |
|                | Einhaus                                   | Trosselstraße 8 (Karte)                                                        | 1831                | zweigeschossiges, verputztes Einhaus in traufständiger Hanglage Geschützt nach § 2 DSchG | BW |
|                | Südlicher Ortsrand                        | Aixheim, Südlicher Ortsrand (Karte)                                            |                     | erhaltenswerter historischer Ortsrand | BW |

### Aldingen
| Bild           | Bezeichnung                   | Lage                                      | Datierung           | Beschreibung | ID                       |
| -------------- | ----------------------------- | ----------------------------------------- | ------------------- | --- | ------------------------ |
|                | Doppelscheune                 | Aldingen, Aixheimer Straße                |                     | Prüffall |                          |
|                | Rathaus                       | Aldingen, Aixheimer Straße 1 (Karte)      | 1847                | Zweigeschossig mit Krüppelwalmdach, Zwerchhaus mit geschweiftem Giebel. Geschützt nach § 2 DSchG | BW                       |
|                | Wohnhaus                      | Aldingen, Aixheimer Straße 3 (Karte)      | vor 1778            | Zweigeschossiges, verputztes Wohn- und Geschäftshaus mit Satteldach Geschützt nach § 2 DSchG | BW                       |
|                | Einhaus                       | Aldingen, Aixheimer Straße 10 (Karte)     |                     | Prüffall | BW                       |
|                | Wohnhaus                      | Aldingen, Aixheimer Straße 17 (Karte)     |                     | Prüffall | BW                       |
|                | Gasthaus zur Hoffnung         | Aldingen, Aixheimer Straße 31 (Karte)     |                     | Prüffall | BW                       |
|                | Einhaus                       | Aldingen, Aixheimer Straße 47 (Karte)     |                     | Prüffall | BW                       |
|                | Einhaus                       | Aldingen, Am Eckrain 2 (Karte)            |                     | Prüffall | BW                       |
|                | Bahnhof                       | Aldingen, Bahnhofstraße 1, 3 (Karte)      | 1868                | Zweigeschossiges Empfangsgebäude mit Kniestock und Satteldach. Erdgeschoss und Obergeschoss aus Tuffstein, Dachgeschoss mit Holzverschalung. Eingeschossiges Nebengebäude mit Satteldach, dreieckigen Giebelfenstern und Holzverschalung. Geschützt nach § 2 DSchG              | BW                       |
|                | Ehem. Molkerei Bilger         | Aldingen, Bahnhofstraße 16 (Karte)        |                     | Prüffall | BW                       |
|                | Einhaus                       | Aldingen, Hauptstraße 22 (Karte)          | 1868                | Zweigeschossiges, verputztes Einhaus mit Satteldach. Vorgängerbau 1867 abgebrannt. Geschützt nach § 2 DSchG | BW                       |
|                | Einhaus                       | Aldingen, Hauptstraße 24 (Karte)          | 1755                | Quergeteiltes Einhaus, verputzt, mit Satteldach. Geschützt nach § 2 DSchG | BW                       |
|                | Einhaus                       | Aldingen, Hauptstraße 25 (Karte)          |                     | Prüffall | BW                       |
|                | Wohnhaus                      | Aldingen, Hauptstraße 26 (Karte)          |                     | Prüffall | BW                       |
|                | Einhaus                       | Aldingen, Hauptstraße 32 (Karte)          |                     | Prüffall | BW                       |
|                | Pfarrhof                      | Aldingen, Hauptstraße 36, 36/1 (Karte)    | 1845                | Bestehend aus Pfarrhaus, Pfarrscheuer und Pfarrgarten. Pfarrhaus zweigeschossig mit Satteldach und Eckquaderung aus rotem Buntsandstein. Geschützt nach § 2 DSchG | BW                       |
|                | Wohnhaus                      | Aldingen, Hauptstraße 37 (Karte)          | 1847                | Ehemals quergeteiltes Einhaus, zweigeschossig mit Satteldach. Vorgängerbau 1846 durch Brand zerstört. Geschützt nach § 2 DSchG | BW                       |
|                | Wohnhaus                      | Aldingen, Hauptstraße 46 (Karte)          |                     | Prüffall | BW                       |
|                | Einhaus                       | Aldingen, Hauptstraße 52 (Karte)          | 1821                | Quergeteiltes Einhaus, zweigeschossig mit Satteldach. Inschrift am Scheunentor: „1821 Die Baumeister Christian und Jacobi Hermann ZMCHC“ Geschützt nach § 2 DSchG | BW                       |
|                | Einhaus                       | Aldingen, Hauptstraße 61 (Karte)          |                     | Prüffall | BW                       |
|                | Einhaus                       | Aldingen, Hauptstraße 63 (Karte)          | 1871/72             | Quergeteiltes Einhaus, zweigeschossig mit Satteldach. Geschützt nach § 2 DSchG | BW                       |
|                | Villa Hengstler               | Aldingen, Hauptstraße 69 (Karte)          | 1891                | Mit Tor und Einfriedung. Gründerzeitliches zweigeschossiges Wohnhaus. Satteldach mit Zwerchhaus und Giebelgauben. Obergeschoss verschindelt, Untergeschoss verputzt. 1897 von Johannes Hengstler jun. erworben. Heute Museum. Geschützt nach § 2 DSchG                          | BW                       |
|                | Einhaus                       | Aldingen, Im Dörfle 2 (Karte)             | 16. Jh.             | Quergeteiltes Einhaus, zweigeschossig. Ökonomieteil wohl 1735 erneuert. Geschützt nach § 2 DSchG | BW                       |
|                | Einhaus                       | Aldingen, Im Dörfle 7 (Karte)             | 1662                | Quergeteiltes Einhaus, zweigeschossig. Mischform von massiven Mauerwerksteilen uns Sichtfachwerk. Frühere Schindeldeckung im Laufe der Zeit durch Ziegel ersetzt, in die frühere Bauform mit alemannischem Fenstererker und Schindeldach zurückgebaut. Geschützt nach § 2 DSchG | BW                       |
| Weitere Bilder | Mauritiuskirche               | Aldingen, Kirchplatz 1 (Karte)            | 1720, Turm von 1593 | Langhaus einschiffig mit flacher Holzdecke. Gestreckter, überwölbter Chor mit halbrunder Apsis. Turm mit Treppengiebel. Geschützt nach § 12 DSchG | Wikidata-Objekt anzeigen |
|                | Steinerne Bogenbrücke         | Aldingen, Mühlstraße (Karte)              | Anfang 20. Jh.      | Werksteinbrücke mit sorgfältiger Bogenquaderung. Teil der ehemaligen Fernverkehrsstraße Stockach-Stuttgart. Geschützt nach § 2 DSchG | BW                       |
|                | Einhaus                       | Aldingen, Obere Felbenstraße 2 (Karte)    |                     | Prüffall | BW                       |
|                | Einhaus                       | Aldingen, Obere Felbenstraße 24 (Karte)   | 1835                | Zweigeschossiges, quergeteiltes Einhaus mit Satteldach. Geschützt nach § 2 DSchG | BW                       |
|                | Laufbrunnen                   | Aldingen, Schuraer Straße (Karte)         |                     | Laufbrunnen mit gusseisernem Brunnentrog und -stock. Geschützt nach § 2 DSchG | BW                       |
|                | Wohnhaus                      | Aldingen, Schuraer Straße 10 (Karte)      | vor 1775            | Ehemalige Poststation und Gasthaus zum Adler. Zweigeschossig mit Satteldach. Geschützt nach § 2 DSchG | BW                       |
|                | Einhaus                       | Aldingen, Schuraer Straße 16 (Karte)      | 1755                | Quergeteiltes Einhaus, Zweigeschossig mit Satteldach. 1807 nach Sturmschaden erneuert. Geschützt nach § 2 DSchG | BW                       |
|                | Einhaus                       | Aldingen, Schuraer Straße 18 (Karte)      | 1777                | Quergeteiltes Einhaus, Zweigeschossig mit Satteldach. Inschrift am Scheunentor „die Zimmermeister Christian Hauser Gruler 1777“ Geschützt nach § 2 DSchG | BW                       |
|                | Einhaus                       | Aldingen, Schuraer Straße 19 (Karte)      |                     | Prüffall | BW                       |
|                | sog. „Kirchle“                | Aldingen, Schuraer Straße 20 (Karte)      | 1910                | Ehem. Gemeindehaus der Evangelischen Gemeinschaft. Erbaut 1910 vom Architekt H. Weißhaar, Cannstadt. Geschützt nach § 2 DSchG | BW                       |
|                | Einhaus                       | Aldingen, Schuraer Straße 23 (Karte)      |                     | Prüffall | BW                       |
|                | Einhaus                       | Aldingen, Schuraer Straße 31 (Karte)      |                     | Prüffall | BW                       |
|                | Einhaus                       | Aldingen, Schuraer Straße 33 (Karte)      |                     | Prüffall | BW                       |
|                | Einhaus                       | Aldingen, Schuraer Straße 34 (Karte)      |                     | Prüffall | BW                       |
|                | Wohnhaus                      | Aldingen, Schuraer Straße 44 (Karte)      | 1805                | Zweigeschossiges Wohnhaus mit Satteldach. Geschützt nach § 2 DSchG | BW                       |
|                | Einhaus                       | Aldingen, Schuraer Straße 60 (Karte)      |                     | Prüffall | BW                       |
|                | Einhaus                       | Aldingen, Schuraer Straße 69 (Karte)      |                     | Prüffall | BW                       |
|                | Parallelgehöft, Brauerei Rose | Aldingen, Spaichinger Straße 1, 5 (Karte) | 1840                | Bestehend aus traufständigem Satteldachbau und 1927 errichtetem giebelständigem Anbau mit polygonalem Erker soeir einem Ökonomiegebäude hinter dem Gasthof. Geschützt nach § 2 DSchG                                                                                            | BW                       |
|                | Gartenhaus                    | Aldingen, Spaichinger Straße 2 (Karte)    | 1885                | Geschützt nach § 2 DSchG | BW                       |
|                | Einhaus                       | Aldingen, Steigstraße 1 (Karte)           | 1657                | Quergeteiltes Einhaus, zweigeschossig mit Satteldach. Geschützt nach § 2 DSchG | BW                       |
|                | Einhaus                       | Aldingen, Sulzbachstraße 2 (Karte)        | 1842                | Quergeteiltes Einhaus, zweigeschossig mit Satteldach. Geschützt nach § 2 DSchG | BW                       |
|                | Gasthaus zum Ochsen           | Aldingen, Trossinger Straße 22 (Karte)    | 1816                | Quergeteiltes Einhaus, zweigeschossig mit Satteldach. Geschützt nach § 2 DSchG | BW                       |
|                | Einhaus                       | Aldingen, Trossinger Straße 25 (Karte)    | 1779                | Quergeteiltes Einhaus, zweigeschossig mit Satteldach. Inschrift „1779 der Baumeister Christian Hauser, die Zimmermeister Guhler“ Geschützt nach § 2 DSchG | BW                       |
|                | Einhaus                       | Aldingen, Trossinger Straße 26 (Karte)    |                     | Prüffall | BW                       |
|                | Wohnhaus „Säger-Fritz“        | Aldingen, Trossinger Straße 35 (Karte)    | 1903                | Zweigeschossiges Wohnhaus mit Krüppelwalmdach und Zwerchgiebel. Fachwerk über massivem Sockelgeschoss, Buntglasfenster. Geschützt nach § 2 DSchG | BW                       |
|                | Einhaus                       | Aldingen, Trossinger Straße 36 (Karte)    |                     | Prüffall | BW                       |
|                | Einhaus                       | Aldingen, Trossinger Straße 38 (Karte)    |                     | Prüffall | BW                       |
|                | Einhaus                       | Aldingen, Trossinger Straße 43 (Karte)    |                     | Prüffall | BW                       |
|                | Einhaus                       | Aldingen, Trossinger Straße 46 (Karte)    | 1755                | Quergeteiltes Einhaus, zweigeschossig mit Satteldach. Geschützt nach § 2 DSchG | BW                       |
|                | Einhaus                       | Aldingen, Trossinger Straße 49 (Karte)    |                     | Prüffall | BW                       |
|                | Einhaus                       | Aldingen, Trossinger Straße 51 (Karte)    | 1765                | Quergeteiltes Einhaus, zweigeschossig mit Satteldach. Geschützt nach § 2 DSchG | BW                       |
|                | Einhaus                       | Aldingen, Trossinger Straße 52 (Karte)    | 1755                | Quergeteiltes Einhaus, zweigeschossig mit Satteldach. Geschützt nach § 2 DSchG | BW                       |
|                | Einhaus                       | Aldingen, Trossinger Straße 55 (Karte)    | 1771                | Quergeteiltes Einhaus, zweigeschossig mit Satteldach. Geschützt nach § 2 DSchG | BW                       |
|                | Einhaus                       | Aldingen, Trossinger Straße 60 (Karte)    |                     | Prüffall | BW                       |
|                | Einhaus                       | Aldingen, Trossinger Straße 66 (Karte)    | vor 1778            | Quergeteiltes Einhaus, zweigeschossig zum Garten, eingeschossig zur Straße. Geschützt nach § 2 DSchG | BW                       |